# Votanikós
Votanikós  (en grec moderne : Βοτανικός) est un quartier d'Athènes, en Grèce. Son nom vient du jardin botanique situé au sud-ouest : c'est en ce lieu que se trouvent les installations de l'Université d'agriculture d'Athènes.
La partie ouest est industrielle, la partie est est résidentielle.